# Dolichopeza (Nesopeza) evanida
Dolichopeza (Nesopeza) evanida is een tweevleugelige uit de familie langpootmuggen (Tipulidae). De soort komt voor in het Oriëntaals gebied.